# Душан Герда
Душан Герда (чеськ. Dušan Herda, нар. 15 липня 1951, Яцовце) — чехословацький футболіст, що грав на позиції півзахисника.
Виступав, зокрема, за клуб «Славія», а також національну збірну Чехословаччини, у складі якої став чемпіоном Європи 1976 року.

## Клубна кар'єра
У празьку «Славію» Душан прийшов у віці 17 років з «Топольчан». У складі «біло-червоних» провів дванадцять сезонів, з 1968 по 1980 роки виступав за цю команду, провівши 241 матч і забивши 68 голів у чемпіонаті. Протягом другої половини свого часу грав разом з молодшим братом Петером, який був плеймейкером в команді. Разом брати виграли Кубок Чехії в 1974 році, який був частиною Кубка Чехословаччини.
Згодом протягом 1980—1982 років захищав кольори «Дукли» (Прага), а завершив ігрову кар'єру у клубі «Богеміанс 1905», де виступав протягом 1982—1985 років.

## Виступи за збірну
У складі молодіжної збірної Чехословаччини до 23 років Душан став молодіжним чемпіоном Європи 1972 року. 
В основній збірній Душан зіграв 2 матчі в 1972 році проти Польщі і ФРН. 
1972 року провів два матчі матчах у складі національної збірної Чехословаччини, проти Польщі і ФРН. В подальшому викликався до збірної, втім на поле більше не виходив і навіть потрапив у заявку на чемпіонат Європи 1976 року в Югославії, на якому Чехословаччина отримала перемогу і завоювала титул чемпіона континенту. 
Також грав у складі олімпійської збірної, якій  допоміг їй вийти у фінальну частину олімпійського турніру 1980 року.

## Титули і досягнення
- Чемпіон Європи (1):

1976
- Чемпіон Європи (U-23): 1972